# Barranco del Xorquet
El barranco del Xorquet es un pequeño abrigo situado en la partida alicantina de Bijauca, término municipal de Tárbena, en España. El abrigo tiene 5 metros de largo y 6 de profundidad. En el lugar hay una representación de arte levantino, se trata de una figura de forma rectangular, con los ángulos redondeados dentro de la cual hay barras de diferente grosor.
Fue declarado Patrimonio de la Humanidad por la UNESCO en el 1998.